# Garleppa
Genre
Garleppa est un genre d'opilions eupnois de la famille des Sclerosomatidae.

## Distribution
Les espèces de ce genre se rencontrent en Amérique du Sud.

## Liste des espèces
Selon World Catalogue of Opiliones (29/03/2023) :
- Garleppa geniculata Mello-Leitão, 1938
- Garleppa granulata Roewer, 1912
- Garleppa insperata Soares, 1972
- Garleppa littoralis Mello-Leitão, 1938

## Publication originale
- Roewer, 1912 : « Einige neue Gattungen und Arten der Opiliones Palpatores aus den Subfamilien der Gagrellinae und Liobuninae der Familie der Phalangiidae. » Archiv für Naturgeschichte, sér. A, vol. 78, no 1, p. 27–59 (texte intégral).